# 埃塞爾·吉
埃塞爾·伊麗莎白·吉（Ethel Elizabeth Gee，1914年5月10日 - 1984年6月7日），綽號「班蒂」（Bunty），是一位英國女性，是蘇聯的間諜。她是波特蘭間諜網的成員。

## 早年生活
埃塞爾·吉是鐵匠的女兒，住在英格蘭波特蘭島。她15歲輟學開始工作。1950年10月，她在波特蘭的海軍水下武器研究所擔任檔案員。因此，她經手了關於英國水下作戰工作和“無畏號”号S101 (6)（英國皇家海軍的第一艘核潛艇）的絕密文件。吉單身，社交生活有限，因為她的業餘時間都花在照顧年邁的親戚身上，包括她的母親、姑姑和叔叔。

## 間諜生涯
大約在1955年，吉遇到了哈里·霍頓，他曾是一名水手，後來成為了一名公務員。霍頓是個酗酒者；他的婚姻在1956年以離婚告終。他們後來在倫敦的酒店訂房時會假扮成夫妻。
霍頓曾向波蘭人民共和國和蘇聯的間諜提供軍事機密已有一段時間。通過吉，他獲得了更多機密資料。1960年7月，霍頓將吉介紹給一個她聲稱只知道叫「亞歷克斯·約翰遜」的男人，據稱是美國海軍的一名指揮官。「約翰遜」想知道英國人是如何處理美國人提供給他們的機密信息的。
霍頓和吉已經受到英國安全局軍情五處的監視。一位代號為「狙擊手」的蘇聯鼴鼠，後來被確認為叛逃者 米哈伊爾·戈列涅夫斯基，曾警告西方情報機構，波特蘭的情報正在洩露。霍頓的揮霍無度遠遠超出了他的薪水，這使他成為一個明顯的嫌疑人。
軍情五處確認「約翰遜」為戈登·朗斯代爾，一位加拿大商人。（直到很久以後，當他入獄時，他才被確認為科農·特羅菲莫維奇·莫洛迪，一位蘇聯克格勃特工。）吉向霍頓提供機密資料，霍頓會將其拍照並在倫敦交給朗斯代爾。1961年1月6日，吉離開海軍基地時攜帶了包含用於探測潛艇的ASDIC 聲納設備詳細信息的小冊子。
第二天，霍頓和吉在倫敦被特別部門的偵探逮捕。同時被捕的還有朗斯代爾和彼得和海倫·克羅格（又名莫里斯和洛娜·科恩），他們都是為蘇聯工作的間諜。他們是波特蘭間諜網的核心成員。
2019年9月公布的文件顯示，霍頓，也許還有吉，本可以在1957年被捕，但軍情五處無視了他妻子的警告，認為這是「一位不滿和嫉妒的妻子的胡言亂語」。安全局最終採取行動，是因為它收到了一位在波蘭情報部門擔任臥底的中央情報局特工的線報。吉總是聲稱她是出於對霍頓的愛慕才這樣做的，這一點似乎得到了她1962年寫給他的信（也已發布，經過編輯）的證實。

## 審判
吉起初聲稱自己無罪，堅稱她相信朗斯代爾是美國人。然而，在審判過程中，她最終承認：「鑑於現在的情況，我做了一件非常錯誤的事情，但在當時我並不認為我做了任何犯罪的事情」。
霍頓和吉都在1961年3月22日被判處15年監禁。其他間諜被判處更長的刑期，但很早就被交換為被俘的英國特工和平民。吉和霍頓服刑九年，並於1970年5月12日獲釋；他們於1971年結婚。埃塞爾·霍頓於1984年默默無聞地在多塞特郡普爾去世，留下的遺產估價為16,474英鎊（相當於56,331 2021年的）。